# フレッシュアイ
フレッシュアイ (FreshEYE) は、1998年（平成10年）にサービスを開始した検索ポータルサイトである。株式会社スカラの子会社であるスカラコミュニケーションズ株式会社が運営している。
『フレッシュアイの「フレッシュ」は情報の新鮮さを、「アイ」は インターネット上の情報を常にウォッチし ユーザーの「目」にかわって新しい情報を探し出してくるということを意味する。』（東芝プレスリリースより引用）
サービス開始から26年後の2024年（令和6年）4月30日にサービス終了した。

## 検索エンジンの特長
ロボット型検索エンジンは当初は東芝独自のものだったが、のちにExcite、Mooterと同じinktomiに切り替わった。このエンジンの特長として、わずか1時間前に更新したサイト情報も探し出すことができるとされていた。検索結果の「新着順」のタブをクリックすることにより、最新の情報を表示できた。
ただし、新着として表示された検索結果が実はずいぶん前に作成された内容だった、ということが多かった。この現象は、ウェブページが作成された時のみを新着として扱うのではなく、ごく一部分が更新されたときも新着として扱っているために起きていた。
そして2010年11月26日に NAVERのウェブ検索エンジンがフレッシュアイに導入された。

## 沿革
- 1998年06月30日 - 株式会社東芝が、検索サービス「フレッシュアイ」を開始。
- 1998年12月01日 - 株式会社東芝、凸版印刷株式会社、株式会社電通の3社が共同で株式会社フレッシュアイを設立。
- 2002年04月01日 - 東芝の子会社である株式会社ニューズウォッチが株式会社フレッシュアイを吸収合併。
- 2006年04月01日 - ヤフー株式会社と資本提携。株式会社ニューズウォッチは、ヤフー株式会社の連結子会社、株式会社東芝の関連会社となる。
- 2010年11月30日 - 株式会社ニューズウォッチは、株式会社フュージョンパートナー（現・株式会社スカラ）の連結子会社となる。
- 2012年04月01日 - フュージョンパートナーの連結子会社であるデジアナコミュニケーションズ株式会社（現・株式会社スカラコミュニケーションズ）が株式会社ニューズウォッチを吸収合併[6]。
- 2024年04月30日 - サービス終了。